# 陈福安
陈福安（1916年4月5日—1952年2月12日），祖籍浙江慈溪（今为宁波市江北区慈城镇），生于上海，银行会计学家。

## 生平
陈福安兄弟四人，身为家中长子。父亲陈让庆经营上海宝昌参号，母亲邵宝娣。陈福安初中上了一年就到银行当学徒，业余时间到立信会计学校学习会计学。因为学习成绩优异，受到校长潘序伦的赏识，进入立信会计师事务所工作，同时在立信会计专科学校任教。1934年与顾准合著《银行会计》，该书是中国国内第一本银行会计教材。
抗日战争期间，立信会计专科学校迁往重庆，陈福安顾及家庭未能前往，故而回到银行界，任上海国民银行襄理兼会计主任。解放后回到立信会计专科学校继续兼职任教，曾经通过上海广播电台授课。解放初期私营银行开始进行公私合营，任上海公私合营银行会计处处长。在公私合营的工作过程中，以及1952年的“三反”运动中受到多方冲击，不堪重压而逝世。

## 主要著作
- 陳福安. . 立信会计图书用品社. 1946年.。为国内第一本银行会计教材。
- 陳福安. . 商務印書館發行. 1939年.